# Disco Elysium
Disco Elysium là một trò chơi điện tử nhập vai năm 2019, được phát triển và xuất bản bởi ZA/UM. Lấy cảm hứng từ các tựa game thời kỳ Infinity Engine, đặc biệt là Planescape: Torment, cốt truyện của trò chơi được biên soạn bởi tiểu thuyết gia người Estonia Robert Kurvitz và đồ họa của trò chơi mang phong cách tranh sơn dầu, trên nền nhạc được sáng tác bởi ban nhạc Anh quốc Sea Power.
Disco Elysium đã nhận được nhiều lời khen ngợi từ giới phê bình game, đặc biệt là về mảng kịch bản và nghệ thuật. Trò chơi đã giành về nhiều giải thưởng danh giá, bao gồm danh hiệu Trò chơi của năm, và cũng được coi là một trong những trò chơi điện tử hay nhất từng được ra mắt.

## Cơ chế trò chơi

Ảnh chụp màn hình thể hiện hộp hội thoại bên cạnh cảnh trò chơi và cơ chế lựa chọn cây hội thoại của Disco Elysium

Disco Elysium là một trò chơi điện tử nhập vai thế giới mở chú trọng đối thoại. Đồ họa của trò chơi được thiết kế theo quan điểm đẳng cự. Người chơi sẽ nhập vai một thám tử nghiện rượu mất trí nhớ. Người chơi có thể điều khiển nhân vật của mình trong cảnh để tương tác với các nhân vật không phải người chơi (NPC), làm nổi bật các vật cụ thể hoặc di chuyển sang các cảnh khác. Ở phần đầu của trò chơi, người chơi sẽ gặp gỡ Kim Kitsuragi, người cộng sự đóng vai trò cố vấn chuyên nghiệp trong một số đoạn đối thoại nhất định.
Trò chơi không có cơ chế chiến đấu; thay vào đó, nó vận dụng hai cơ chế chính là kiểm tra kỹ năng (skill check) và cây hội thoại. Nhân vật của người chơi sẽ có tổng cộng bốn thuộc tính: Trí tuệ (Intellect), Tinh thần (Psyche), Thể chất (Physique), và Cử động (Motorics). Mỗi thuộc tính này lại bao gồm sáu kỹ năng thứ cấp khác. Người chơi có thể cải thiện kỹ năng của nhân vật thông qua điểm kỹ năng (skill point) nhận được khi thăng cấp. Lựa chọn trang phục cũng có tác động đến kỹ năng của nhân vật. Nâng cấp các kỹ năng cụ thể sẽ cho phép người chơi vượt qua các chốt đối thoại kiểm tra dựa trên cơ chế đổ xúc xắc ngẫu nhiên, song người chơi cũng phải chú ý đến các tác động tiêu cực khi nâng cấp một kỹ năng nhất định (phòng chống kiểu chơi minmaxing). Ví dụ, điểm Kịch Tính (Drama) cao sẽ ban cho nhân vật khả năng nói dối và phát hiện nói dối hiệu quả, song nó cũng sẽ khiến nhân vật dễ bị hoảng loạn và hoang tưởng. Tương tự, điểm Điện Hóa (Electrochemistry) cao sẽ che chắn nhân vật khỏi chất kích thích và ban cho người chơi các kiến thức về chúng, song nó cũng có thể thúc giục nhân vật lạm dụng chất kích thích và phát sinh hành vi tự hoại.
Disco Elysium sở hữu một hệ thống kho đồ (inventory) thứ cấp gọi là "Kho Tư tưởng" (Thought Cabinet). Tư tưởng được mở khóa thông qua hội thoại với các nhân vật khác, cũng như thông qua các cuộc hội thoại nội tâm trong đầu nhân vật. Người chơi sau đó có thể "nội hóa" (internalize) tư tưởng đó suốt một khoảng thời gian trong trò chơi; điều mà một khi hoàn thiện, sẽ ban cho người chơi các lợi thế nhất định, song cũng có thể gây hại đến nhân vật - ý tưởng mà ZA/UM so sánh với hệ thống thuộc tính trong loạt game Fallout.

## Tóm tắt

### Bối cảnh
Disco Elysium lấy bối cảnh trong một thế giới hư cấu duy thực, gọi là Elysium, với lịch sử sáu ngàn năm chìm trong xung đột triền miên; ý tưởng mà vốn đã được thai nghén bởi Kurvitz và đội ngũ phát triển game nhiều năm về trước. Các sự kiện trong trò chơi diễn ra ở thời điểm hiện tại của thế giới ấy, kỷ nguyên "The Fifties" hay '51. Thế giới Elysium cấu thành từ các khối đất và biển cô lập, gọi là "isolas". Những khối này bị ngăn cách với nhau bởi một thứ "mô liên kết" giống sương mù, gọi là Pale; nơi các quy luật về hiện thực bị phá vỡ. Tiếp xúc lâu dài với Pale có thể khiến người ta bị mất trí, vì vậy nên việc vượt ranh giới giữa các isolas rất nguy hiểm song vẫn có thể thực hiện được nếu dùng tàu bay.

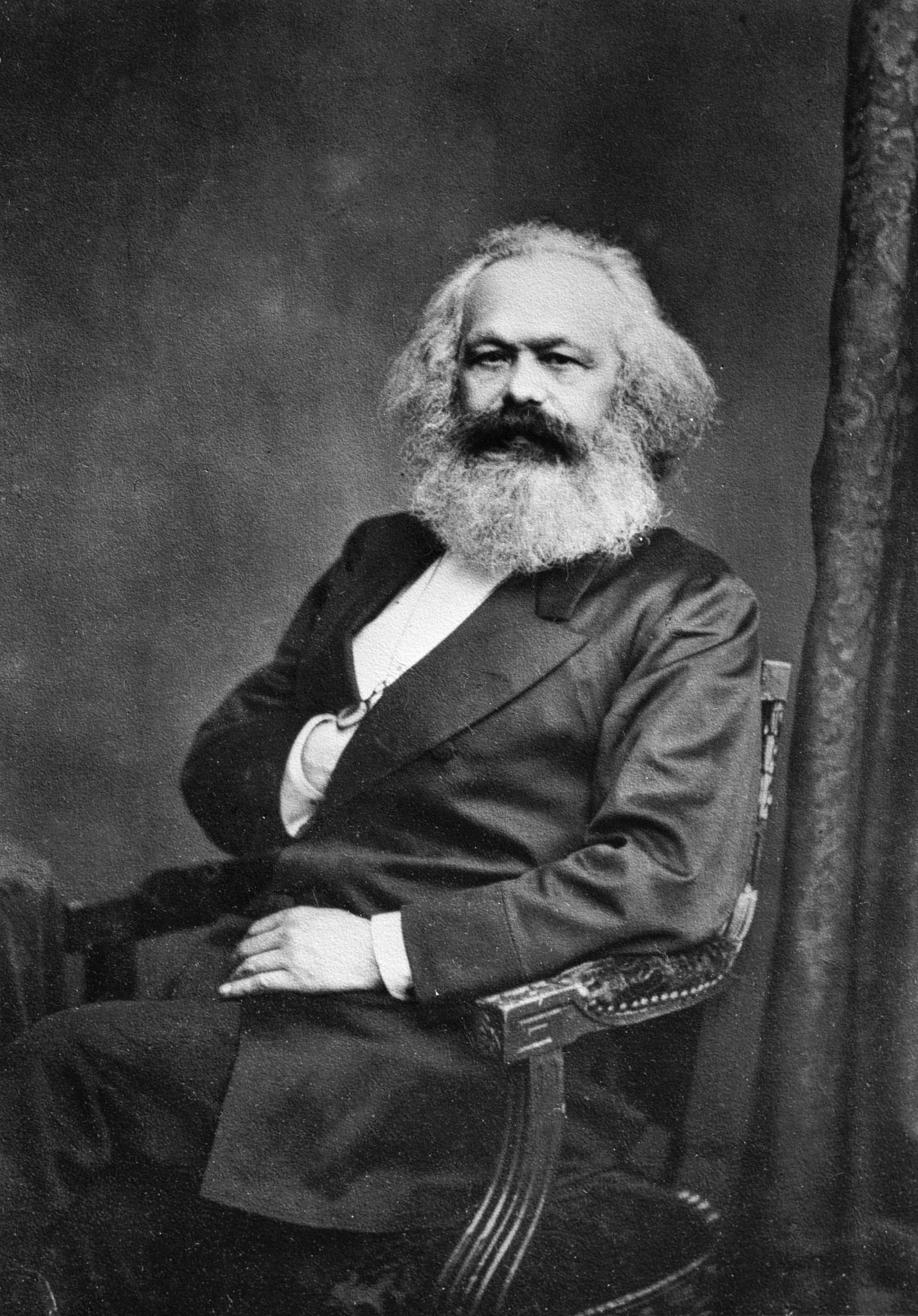
Tại lễ trao giải Fresh Indie Game 2019, nhà phát triển trò chơi Helen Hendepere đã cảm ơn Karl Marx vì là một trong những nguồn cảm hứng cho Disco Elysium.

Lịch sử văn hóa chính trị của Elysium rất đa dạng và phong phú, mang đặc trưng của nhiều vùng miền. Các quốc gia và người dân trong thế giới rộng lớn ấy tin vào bốn hệ tư tưởng chính: chủ nghĩa cộng sản (communism), chủ nghĩa phát xít (fascism), chủ nghĩa đạo đức (moralism) và chủ nghĩa siêu tự do (ultraliberalism). Chủ nghĩa cộng sản, còn gọi là chủ nghĩa Mazov ở Elysium, được sáng lập bởi nhà kinh tế kiêm triết gia trường phái duy vật lịch sử tên là Kras Mazov (lấy cảm hứng từ Karl Marx). Thay vì gắn liền với hình ảnh búa liềm và sắc đỏ như ngoài đời thực, hệ tư tưởng cộng sản trong thế giới này gắn liền với sắc trắng và hình ảnh ngôi sao năm cánh cùng cặp gạc hươu ở hai bên. Chủ nghĩa đạo đức, mặc dù là một hệ tư tưởng trung dung, lại mang âm hưởng tôn giáo vì liên kết sâu sắc của nó với tôn giáo lớn nhất trong thế giới Elysium, đạo Dolores. Đạo này đặc biệt thờ phụng các "Đấng Ngây Thơ" (Innocence), những nhân vật giống thánh thần được mệnh danh là "hiện thân của lịch sử" và nắm giữ rất nhiều quyền lực chính trị khi bình sinh, tương tự Giáo hoàng ngoài đời thực. Nhân vật vĩ đại nhất trong số các Innocence là một người phụ nữ không rõ lai lịch, tên là Dolores Dei. Bà đã có công thiết lập vô số thiết chế xã hội của thế giới hiện đại và được người đời đồn thổi là có lá phổi phát sáng. Do ảnh hưởng lớn lao của bà, biểu tượng tình yêu trong thế giới Elysium là hình lá phổi chứ không phải hình trái tim.
Địa điểm diễn ra các sự kiện trong trò chơi là quận Martinaise nghèo đói của thành phố Revachol, isolas Insulinde. 49 năm về trước, một làn sóng cách mạng cộng sản đã quét qua nhiều quốc gia trong thế giới Elysium. Chế độ quân chủ trì trệ của thành Revachol, cho đến thời điểm đó thì khá hùng cường và chiếm hữu nhiều thuộc địa trên khắp Elysium, đã bị lật đổ và thay thế bởi một công xã cộng sản. Sáu năm sau, công xã Revachol bị tiêu diệt bởi liên minh các quốc gia tư bản theo chủ nghĩa đạo đức, gọi là "Coalition". Revachol kể từ đó trở thành một Khu hành chính đặc biệt của Coalition; nó bị kiếm soát hoàn toàn về mặt kinh tế và bị chèn ép đáng kể về quyền tự chủ. Chính phủ địa phương Revachol được lập ra để gìn giữ trật tự của thành phố, một nhiệm vụ mà chủ yếu được giao phó cho Lực lượng Dân quân Công dân Revachol (Revachol Citizens Militia hay RCM). Tuy ban đầu chỉ là một lực lượng gồm lính tình nguyện, nó đã nhanh chóng lớn mạnh thành một đơn vị cảnh sát chuyên nghiệp.

### Cốt truyện chính
Nhân vật do người chơi điều khiển thức dậy trong một nhà nghỉ xập xệ ở Martinaise sau một trận say rượu lướt khướt, không nhớ bất cứ điều gì về bản thân mình. Tại tầng trệt của nhà nghỉ, anh gặp gỡ Trung úy RCM Kim Kitsuragi. Qua trao đổi với Kim, anh biết rằng mình và cộng sự đã được cử đi để điều tra nguyên nhân cái chết bí ẩn của một người đàn ông ở sân sau nhà nghỉ. Danh tính của nạn nhân tuy không rõ, song sau một hồi khám xét thì có vẻ người này đã bị treo cổ bởi đám đông. Hai vị thám tử khám phá toàn bộ quận Martinaise, lần theo đầu mối vụ án, đồng thời ra tay giúp đỡ cư dân địa phương. Trong quá trình điều tra, nhân vật do người chơi điều khiển hồi phục trí nhờ và nhận ra rằng mình cũng là một thám tử RCM, Trung úy Yefreitor Hai lần Harrier "Harry" Du Bois. Harry trước đó đã trải qua một cuộc khủng hoảng tuổi trung niên, trở nên trầm cảm và nát rượu; vào cái đêm mà anh được giao phó phận sự điều tra vụ án, Harry đã uống rượu suốt ba ngày trời quanh Martinaise nhằm hủy hoại chính bản thân mình.
Harry và Kim phát hiện ra rằng vụ án có liên hệ với cuộc đình công đang diễn ra của công đoàn thợ đóng tàu chống lại Tập đoàn Wild Pines ở Martinaise, một công ty logistic quy mô lớn. Họ tra vấn giám đốc của Wild Pines, ông Evrart Claire, và người điều đình của họ, bà Joyce Messier. Joyce tiết lộ danh tính của người đàn ông bị treo cổ là Đại tá Ellis "Lely" Kortenaer, chỉ huy một toán lính đánh thuê được cử đi bởi Wild Pines để phá hoại cuộc đình công. Joyce cũng nói rằng hơn một nửa số lính đánh thuê đã bất tuân và đang tìm cách trả thù cho cái chết của Lely.
Harry và Kim cũng khám phá ra rằng Lely đã bị giết trước khi bị treo cổ, và nhóm Hardie Boys, một hội dân phòng tự xưng của thợ đóng tàu, đứng ra nhận trách nhiệm cho cái chết của anh ta. Họ cho rằng Lely đã định cưỡng hiếp một cô gái ở nhà nghỉ tên là Klaasje. Khi bị tra vấn, Klaasje hé lộ rằng Lely đã bị bắn vào mồm trong lúc hai người họ đang ân ái với nhau. Vì không tìm được nguồn gốc của viên đạn và e ngại trước sự trả thù của chính quyền vì khi trước cô ta từng có thân phận gián điệp tập đoàn, Klaasje đành tìm kiếm sự trợ giúp của một nhân vật có cảm tình với công đoàn tên là Ruby, người đã làm giả hiện trường treo cổ của Lely cùng với Hardie Boys. Hai vị thám tử tìm thấy Ruby đang lẩn trốn trong một khu nhà bỏ hoang. Ruby bẫy hai thám tử bằng một thiết bị radio vốn được dùng để di chuyển giữa các Pale, đồng thời khai rằng toàn bộ chuyện này là ý tưởng của Klaasje và bản thân cô không biết gì về Lely. Harry vô hiệu hóa thiết bị Pale và cố gắng bắt giữ Ruby; song vì cho rằng Harry là một tên cảnh sát đồi bại, cô đã tẩu thoát hoặc tự vẫn.
Trở về nhà nghỉ, hai vị thám tử bất đắc dĩ vướng vào cuộc đối đầu giữa toán lính đánh thuê và nhóm Hardie Boys. Một cuộc đọ súng nổ ra giữa hai phe; Harry bị trúng đạn và bất tỉnh suốt vài ngày. Hầu hết bọn lính đánh thuê bỏ mạng tại đó; nếu trong nhiệm vụ này người chơi chọn sai, Kim cũng sẽ bị bắn trọng thương và trong phần còn lại của trò chơi thì Cuno sẽ thế chỗ làm cộng sự của Harry. Hai vị thám tử truy lùng những đầu mối còn lại của vụ án và xác định cú bắn nhắm vào Lely tới từ một pháo đài cổ trên một hòn đảo nhỏ ngoài khơi Martinaise.
Các thám tử khám phá tàn tích trên đảo và bắt gặp thủ phạm bắn phát súng, một cựu dân ủy viên thuộc quân đội cộng sản Revachol tên là Iosef Lilianovich Dros. Iosef tiết lộ rằng ông ta đã bắn Lely trong cơn giận dữ và ghen tuông; động cơ của ông bắt nguồn tự sự căm ghét chế độ tư bản chủ nghĩa mà Lely hiện thân, cũng như từ sự ghen tuông tình dục với Klaasje. Hai vị thám tử bắt giữ ông ta vì tội giết người.

## Ảnh hưởng
–Trích đoạn từ Outro của Robert Kurvitz, trưởng nhóm phát triển Disco Elysium.

## Đón nhận
Disco Elysium nhận được "sự hoan nghênh chung" theo hệ thống tổng hợp kết quả đánh giá Metacritic, theo đó các nhà phê bình khen ngợi cốt truyện và hình thức đối thoại độc nhất của trò chơi. PC Gamer khen ngợi chiều sâu, tính năng tùy biến, và lối kể chuyện của nó và ngoài ra còn vinh danh Disco Elysium là một trong những tựa game RPG hay nhất trên PC. IGN khen ngợi thế giới mở của trò chơi và coi nó sánh bằng các tựa game đình đám như The Witcher 3 và Red Dead Redemption 2, mặc dù tầm cỡ của nó còn nhỏ hơn nhiều. The Washington Post nhận xét trò chơi có một kịch bản cực kỳ xuất sắc. GameSpot chấm điểm 10 trên 10 cho trò chơi, mức điểm hoàn hảo đầu tiên kể từ năm 2017. PCGamesN khẳng định tựa game đã đề xướng các tiêu chuẩn mới cho hệ thống khám phá và đối thoại. Trái lại, Eurogamer chỉ trích tựa game vì chưa thực sự đa dạng trong việc lựa chọn vai trò nhân vật, cũng như sự thiếu trọng tâm của nó.

### Giải thưởng
Tựa game được đề cử 4 giải thưởng tại The Game Awards 2019 và giành về 3 giải thưởng. Slant Magazine, USGamer, PC Gamer, và Zero Punctuation bình chọn đây là trò chơi điện tử của năm, và Time liệt kê nó vào danh sách top 10 tựa game của những năm 2010. Ngoài ra, Disco Elysium được đề cử là 2020 Giải Nebula cho Kịch bản Game hay nhất.
| Năm  | Giải thưởng                                                 | Hạng mục                               | Kết quả   | Tham khảo |
| ---- | ----------------------------------------------------------- | -------------------------------------- | --------- | --------- |
| 2019 | Giải Cần điều khiển Vàng                                    | Game hay nhất của năm                  | Đề cử     | [ 36 ]    |
| 2019 | Giải The Game 2019                                          | Kịch bản hay nhất                      | Đoạt giải | [ 29 ]    |
| 2019 | Giải The Game 2019                                          | Game độc lập hay nhất                  | Đoạt giải | [ 29 ]    |
| 2019 | Giải The Game 2019                                          | Game nhập vai hay nhất                 | Đoạt giải | [ 29 ]    |
| 2019 | Giải The Game 2019                                          | Game độc lập mới lạ (ZA/UM)            | Đoạt giải | [ 29 ]    |
| 2020 | Giải D.I.C.E. hằng năm lần thứ 23                           | Trò chơi của năm                       | Đề cử     | [ 37 ]    |
| 2020 | Giải D.I.C.E. hằng năm lần thứ 23                           | Thành tích xuất sắc về cốt truyện      | Đoạt giải | [ 37 ]    |
| 2020 | Giải D.I.C.E. hằng năm lần thứ 23                           | Trò chơi nhập vai của năm              | Đề cử     | [ 37 ]    |
| 2020 | Giải D.I.C.E. hằng năm lần thứ 23                           | Thành tích xuất sắc cho Game Độc lập   | Đề cử     | [ 37 ]    |
| 2020 | Giải D.I.C.E. hằng năm lần thứ 23                           | Thành tích xuất sắc cho Thiết kế Game  | Đề cử     | [ 37 ]    |
| 2020 | Giải D.I.C.E. hằng năm lần thứ 23                           | Thành tích xuất sắc cho Đạo diễn Game  | Đề cử     | [ 37 ]    |
| 2020 | Giải Nebula                                                 | Kịch bản game hay nhất                 | Đề cử     | [ 35 ]    |
| 2020 | Giải Lựa chọn Nhà phát triển Game Thế kỷ 20                 | Kịch bản hay nhất                      | Đoạt giải | [ 38 ]    |
| 2020 | Giải Lựa chọn Nhà phát triển Game Thế kỷ 20                 | Nghệ thuật thị giác xuất sắc nhất      | Đề cử     | [ 38 ]    |
| 2020 | Giải Lựa chọn Nhà phát triển Game Thế kỷ 20                 | Ra mắt xuất sắc nhất (ZA/UM)           | Đoạt giải | [ 38 ]    |
| 2020 | Giải Lựa chọn Nhà phát triển Game Thế kỷ 20                 | Giải Innovation                        | Đề cử     | [ 38 ]    |
| 2020 | Giải SXSW Gaming                                            | Trò chơi của năm                       | Đề cử     | [ 39 ]    |
| 2020 | Giải SXSW Gaming                                            | Giải Matthew Crump Cultural Innovation | Đoạt giải | [ 39 ]    |
| 2020 | Giải SXSW Gaming                                            | Nghệ thuật xuất sắc                    | Đề cử     | [ 39 ]    |
| 2020 | Giải SXSW Gaming                                            | Thiết kế xuất sắc                      | Đề cử     | [ 39 ]    |
| 2020 | Giải SXSW Gaming                                            | Nhạc nền xuất sắc                      | Đề cử     | [ 39 ]    |
| 2020 | Giải SXSW Gaming                                            | Kịch bản xuất sắc                      | Đoạt giải | [ 39 ]    |
| 2020 | Giải thưởng Video Game của Viện Hàn lâm Anh quốc lần thứ 16 | Trò chơi hay nhất                      | Đề cử     | [ 40 ]    |
| 2020 | Giải thưởng Video Game của Viện Hàn lâm Anh quốc lần thứ 16 | Thành tích về nghệ thuật               | Đề cử     | [ 40 ]    |
| 2020 | Giải thưởng Video Game của Viện Hàn lâm Anh quốc lần thứ 16 | Game ra mắt                            | Đoạt giải | [ 40 ]    |
| 2020 | Giải thưởng Video Game của Viện Hàn lâm Anh quốc lần thứ 16 | Thiết kế game                          | Đề cử     | [ 40 ]    |
| 2020 | Giải thưởng Video Game của Viện Hàn lâm Anh quốc lần thứ 16 | Âm nhạc                                | Đoạt giải | [ 40 ]    |
| 2020 | Giải thưởng Video Game của Viện Hàn lâm Anh quốc lần thứ 16 | Kịch bản                               | Đoạt giải | [ 40 ]    |
| 2020 | Giải thưởng Video Game của Viện Hàn lâm Anh quốc lần thứ 16 | Đặc sắc nguyên bản                     | Đề cử     | [ 40 ]    |
| 2022 | Giải Game của Viện hàn lâm Anh quốc lần thứ 18              | Game tiến triển                        | Đề cử     | [ 41 ]    |